# Prosper Poitevin
Prosper Poitevin, född 1810, död 1884, var en fransk författare.
Poitevin ägnade sig en tid åt lärarkallet, men lämnade denna verksamhet för att uteslutande hänge sig åt litterära sysselsättningar. Hans ganska betydande författarskap omfattar dels vittra arbeten, bland annat dikter och teaterstycken, av vilka lustspelen Le mari malgré lui (1842) och Au petit Bonheur (1847) uppfördes på Odéonteatern i Paris, dels grammatikaliska och lexikografiska verk, bland vilka bör nämnas Cours théorique et pratique de la langue française (1846–1848), Nouveau dictionnaire universel de la langue française (1854–1860) och Grammaire générale et historique de la langue française (1856).